# Etropole
Etropole (in bulgaro Етрополе?) è un comune bulgaro situato nella Regione di Sofia di 19 110 abitanti (dati 2009). La sede comunale è nella località omonima.

## Località
Il comune è formato dall'insieme delle seguenti località:
- Etropole (sede comunale)
- Bojkovec
- Brusen
- Gorunaka
- Jamna
- Lopjan
- Lăga
- Malki Iskăr
- Oselna
- Ribarica